# Castellare-di-Casinca
Castellare-di-Casinca (en cors U Castellà di Casinca) és un municipi francès, situat a la regió de Còrsega, al departament d'Alta Còrsega. L'any 1999 tenia 498 habitants.

## Demografia
| 1962 | 1968 | 1975 | 1982 | 1990 | 1999 |
| ---- | ---- | ---- | ---- | ---- | ---- |
| 391  | 404  | 615  | 360  | 389  | 498  |

## Administració
| Període | Identitat        | Partit | Qualitat |  |
| ------- | ---------------- | ------ | -------- |  |
| 2001-   | Eugène Bettelani |        |          |  |